# Parafia św. Anny w Bralinie
Parafia Świętej Anny w Bralinie – parafia rzymskokatolicka należąca do dekanatu Bralin diecezji kaliskiej. Została utworzona w 1288. Mieści się przy ulicy Wrocławskiej. Prowadzą ją księża diecezjalni.